# Karen Strong
Karen Strong, o Karen Strong-Hearth (nom de casada) (Toronto, 23 de setembre de 1953) va una ciclista canadenca, que combinava la pista amb la carretera. Guanyadora de dues medalles als Campionats del món de Persecució.

## Palmarès en ruta
- 1975
  -  Campiona del Canadà en ruta
  -  Campiona del Canadà en contrarellotge
- 1976
  -  Campiona del Canadà en ruta
- 1977
  -  Campiona del Canadà en contrarellotge
  - 1a al Tour de Somerville
- 1979
  - 1a al Tour de Somerville
- 1980
  - 1a al Tour de Somerville
- 1981
  -  Campiona del Canadà en ruta
  -  Campiona del Canadà en contrarellotge
  - 1a al Tour de Somerville